# 層流
層流（そうりゅう、英語：laminar flow）とは、各流体要素が揃って運動して作り出す流れのことである。

## 概要
例として管内の流れを考えると、その流体の流線が常に管軸と平行なものを層流と呼ぶ。管壁に近づくほど流速は小さくなり、管の中心で最も流速が大きくなる。これは流体が管壁から摩擦抗力を受けるからであり、その力の大きさを推測することで管壁からの距離と流速の関係を式に表すこともできる。特に、円管路の層流はハーゲン・ポアズイユ流れ（Hagen-Poiseuille flow）と呼ばれる。しかし乱流では大小様々な渦が発生するような激しい流れであるため、そのような関係式を立てるのはきわめて困難であろう。一般に流れのレイノルズ数が小さいと層流になりやすいとされる。このことから管径が小さく、流速が小さく、密度が小さく、粘度が大きいほど層流になりやすく、その逆だと乱流になりやすいことが分かる。